# Kan (sockenhuvudort i Kina, Xinjiang Uygur Zizhiqu, lat 43,67, long 81,54)
Kan (kinesiska: 坎, 坎乡) är en sockenhuvudort i Kina. Den ligger i den autonoma regionen Xinjiang, i den nordvästra delen av landet, omkring 490 kilometer väster om regionhuvudstaden Ürümqi. Antalet invånare är 11 950. Befolkningen består av 5 492 kvinnor och 6 458 män. Barn under 15 år utgör 24,0 %, vuxna 15-64 år 71 %, och äldre över 65 år 3,0 %.
Runt Kan är det ganska glesbefolkat, med 36 invånare per kvadratkilometer. Närmaste större samhälle är Yengitam, 12,4 km nordost om Kan. Trakten runt Kan består i huvudsak av gräsmarker.
Genomsnittlig årsnederbörd är 410 millimeter. Den regnigaste månaden är juni, med i genomsnitt 53 mm nederbörd, och den torraste är mars, med 11 mm nederbörd.